# Chris Bellamy
Chris Bellamy (* 28. Oktober 1955) ist ein britischer Militärexperte. Seine Schwerpunkte sind sowjetisches Militär, Marine und Internationale Sicherheit.

## Leben
Bellamy studierte von 1973 bis 1976 Moderne Geschichte am Lincoln College in  Oxford und War Studies am King’s College in London, welche er mit Auszeichnung abschloss. 
Er absolvierte eine Offiziersausbildung an der Royal Military Academy Sandhurst und diente als Offizier in der Royal Artillery.
Bis 1982 arbeitete er neun Jahre lang als Beamter beim Verteidigungsministerium des Vereinigten Königreichs.
Er schrieb seine Doktorarbeit über die sowjetischen Vorstellungen von zukünftigen Kriegen unter Leitung von John Erickson dem Topberater der NATO für das sowjetische militärische System.
Für seine Studien erlernte er die russische Sprache an der Polytechnic of Central London.
Von 1990 bis 1997 arbeitete er als Korrespondent für den Independent, für den er aus dem Golfkrieg, dem Bosnienkrieg und dem Tschetschenienkrieg berichtete.
1997 wurde er Professor am Security Studies Institute an der Cranfield University.
Er ist Professor Emeritus of Maritime Security der University of Greenwich. Von 2010 bis 2014 war er Direktor des dortigen Greenwich Maritime Institute.
Für sein Buch Absolute War: Soviet Russia in the Second World War erhielt er die Duke of Westminster’s Medal for Military Literature.
Heute lebt er als freischaffender Berater.

## Werke (Auswahl)
- The Future of Land Warfare. New York 1986.
- Red God of War: Soviet Artillery and Rocket Forces. London 1987.
- The Evolution of Modern Land Warfare: Theory and Practice. London 1990.
- Expert Witness: a Defence Correspondent’s Gulf War. London 1993.
- Knights in White Armour: the New Art of War and Peace. London 1996.
- Absolute War: Soviet Russia in the Second World War. London 2007.
- The Gurkhas: Special Force. London 2011.
- Mitherausgeber des The Oxford Companion to Military History. Oxford 2011.